# Woldemar Bargiel

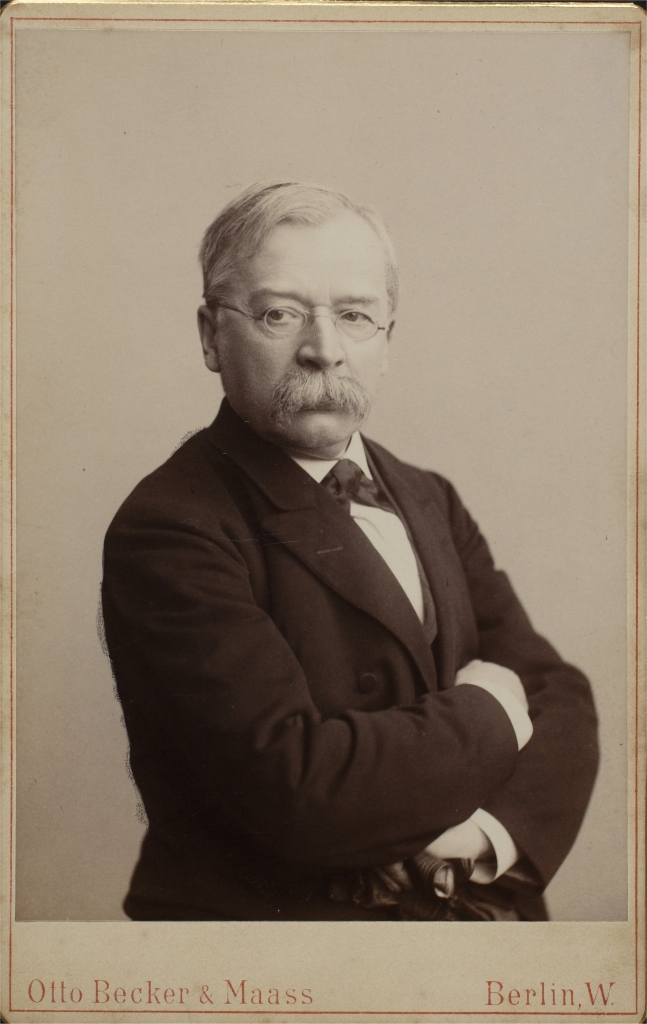
Woldemar Bargiel als Berliner Professor (nicht vor 1890)

Woldemar Bargiel (* 3. Oktober 1828 in Berlin; † 23. Februar 1897 in Berlin) war ein deutscher Komponist und Musikpädagoge.

## Leben
Woldemar Bargiel war Sohn des Lehrers für Gesang und Klavier Adolph Bargiel (1783–1841) und dessen Frau Mariane, geb. Tromlitz, (1797–1872). Die Mutter war Pianistin und Sängerin. Ihr Großvater war der Flötenvirtuose Johann Georg Tromlitz. Adolph Bargiel war Mariane Tromlitz’ zweiter Ehemann. Aus ihrer ersten Ehe mit Friedrich Wieck entstammte Clara Schumann. 

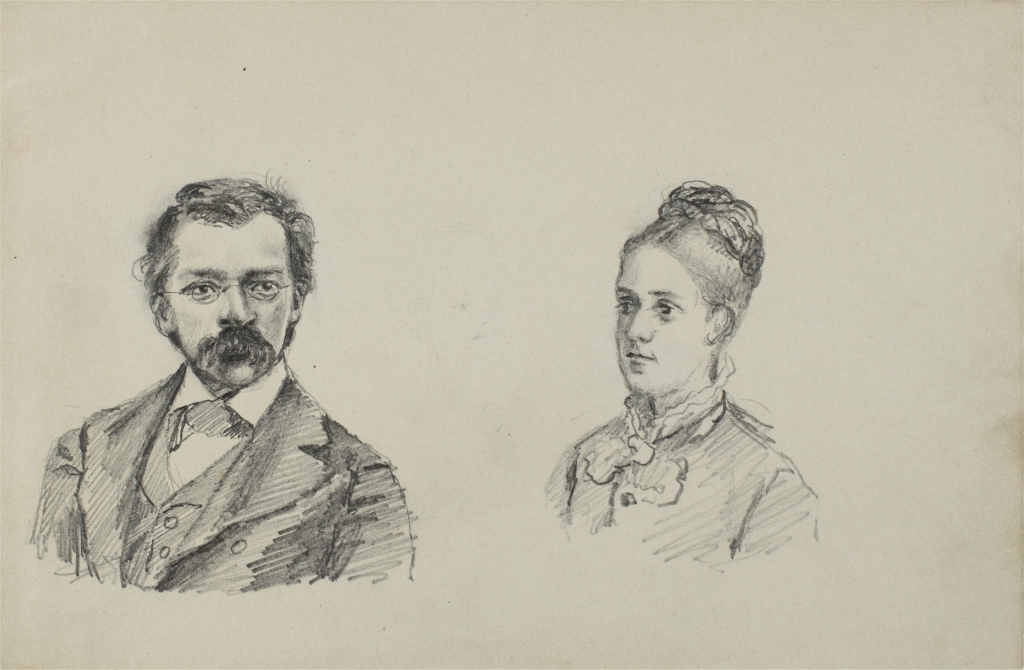
Woldemar Bargiel mit Ehefrau Hermine im Jahr 1881

Woldemar Bargiel bekam zunächst Musikunterricht in der Familie, danach beim Musiktheoretiker Siegfried Dehn. Bis zu seinem Stimmbruch sang er im Königlichen Domchor unter Eduard Grell und Felix Mendelssohn Bartholdy. Danach studierte er bis 1849 am Leipziger Konservatorium bei Moritz Hauptmann, Ferdinand David, Ignaz Moscheles, Julius Rietz und Niels Wilhelm Gade.
Im Jahre 1850 kehrte Bargiel nach Berlin zurück, um sich als Privatlehrer zu betätigen. Hier wurde er zunächst Mitglied der Sing-Akademie zu Berlin und seit 1859 am Konservatorium in Köln. 1864 wurde er Leiter der Musikschule der Maatschappij tot bevordering der Toonkunst in Rotterdam. Dort lernte er Hermine Tours (1845–1911) kennen, die er am 18. August 1870 ebenda heiratete. Hermine Tours war die Tochter des Geigers und Organisten Bartholomeus Tours (1797–1864) und zunächst Schülerin bei Woldemar Bargiel in Rotterdam. Aus der Ehe gingen drei Kinder hervor, die in Berlin wirkende Klavierlehrerin Clementine Bargiel (1871–1957), der Architekt Herman Bargiel (1881–1915) sowie die Pianistin und Violinistin Clara Schmiedel geb. Bargiel (1886–1952).
Auf Drängen von Joseph Joachim, dem Gründer der Königlich Akademischen Hochschule für ausübende Tonkunst, kehrte Bargiel 1874 nach Berlin zurück, um dort als Professor für Komposition zu unterrichten.

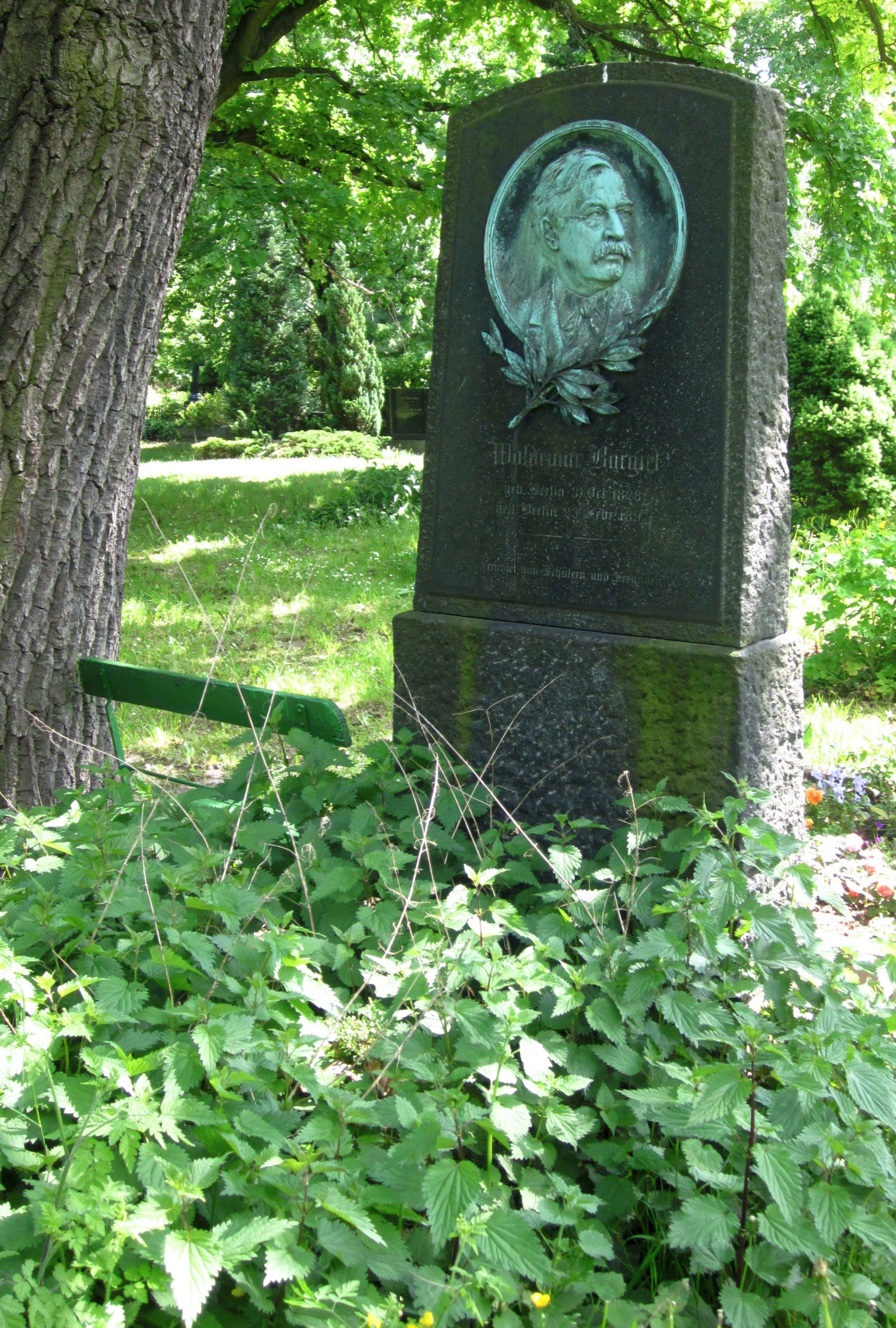
Grab von Bargiel auf dem Dreifaltigkeitsfriedhof II in Berlin-Kreuzberg

Bargiel blieb bis zu seinem Tod am 23. Februar 1897 an der Berliner Musikhochschule und war einer der angesehensten Kompositionslehrer seiner Zeit. Zu seinen Schülern zählten Waldemar von Baußnern, Leo Blech, Franz Bölsche, Paul Juon, Charles Martin Loeffler, Tivadar Nachéz, Peter Raabe, Ernst Rudorff, Camillo Schumann, Alexander Iljinski, Carl Thiel und Richard Wintzer.
Bargiels sterbliche Überreste wurden auf dem Friedhof II der Dreifaltigkeitsgemeinde an der Bergmannstraße 39–41 in Berlin-Kreuzberg beigesetzt. Sein Grabstein mit einem Porträtrelief von der Hand Ernst Herters ist erhalten.

## Tonsprache
Obwohl mit Robert Schumann verschwägert und von diesem gefördert, steht Bargiels eher klassizistisch ausgerichteter Kompositionsstil der Musik Felix Mendelssohn Bartholdys näher. Auch finden sich in seinen Werken deutliche Spuren der Rezeption Ludwig van Beethovens. Bargiel war ein konservativer Komponist, der nicht nach neuen Wegen in der Behandlung der Harmonik suchte und auch die überkommenen Formen nicht zu sprengen trachtete. Innerhalb dieser selbstgesetzten Grenzen bewegte er sich aber mit großer Sicherheit. Seine Kompositionen zeugen von geschickter Formgebung. Ähnlich wie Beethoven legte Bargiel mehr Wert auf die Verarbeitung des thematischen Materials, als auf die Melodien selbst. Insgesamt kann Bargiel als einer der bedeutendsten akademischen Komponisten der ersten Hälfte des 19. Jahrhunderts betrachtet werden. Seine Werke wurden zu seinen Lebzeiten von zahlreichen Musikerkollegen (darunter Johannes Brahms und Felix Draeseke) hoch geschätzt.

## Nachlass
Im September 2007 wurde der umfangreiche Nachlass von Woldemar Bargiel durch die Staatsbibliothek zu Berlin erworben, der sich bis dahin in Privatbesitz der Enkelin Elisabeth Schmiedel (1919–2014) befand. Der Nachlass enthält circa 1500 Briefe, „Zeugnisse, Urkunden, Reisetagebücher, Fotografien, Programmzettel, Kritiken aus Zeitungen, kompositorisches Material und vieles andere.“

## Werke (Auswahl)

### Orchesterwerke
- Suite C-Dur op. 7
- Konzertouvertüre Prometheus op. 16
- Ouvertüre zu einem Trauerspiel op. 18
- Konzertouvertüre Medea op. 22
- Sinfonie C-Dur op. 30
- Adagio für Violoncello und Orchester op. 38

### Kammermusik
- Klaviertrio Nr. 1 F-Dur op. 6
- Violinsonate f-Moll op. 10
- Streichoktett c-Moll op. 15a
- Streichquartett Nr. 3 a-Moll op. 15b
- Suite für Violine und Klavier D-Dur op. 17
- Klaviertrio Nr. 2 Es-Dur op. 20
- Klaviertrio Nr. 3 B-Dur op. 37
- Streichquartett Nr. 4 d-Moll op. 47
- Streichquartette Nr. 1 und 2 (ungedruckt)

### Klaviermusik
- Fantasie Nr. 1 h-Moll op. 5
- Fantasie Nr. 2 D-Dur op. 12
- Fantasie Nr. 3 c-Moll op. 19
- Suite Nr. 1 op. 21
- Sonate zu vier Händen op. 23
- Suite Nr. 2 g-Moll op. 31
- Sonate C-Dur op. 34
- mehrere kleinere Stücke

### Chorwerke
- Psalm 13 für Chor und Orchester op. 25
- Psalm 23 für Frauenchor und Orchester op. 26
- Psalm 96 für Chor op. 33
- 3 Frühlingslieder für Chor op. 35
- 3 Frühlingslieder für Chor und Klavier op. 39
- Psalm 61 für Bariton, Chor und Orchester op. 43